# Tomohyphantes
Tomohyphantes es un género de arañas araneomorfas de la familia Linyphiidae. Se encuentra en la isla Krakatoa en Indonesia. 

## Lista de especies
Según The World Spider Catalog 12.0:
- Tomohyphantes niger Millidge, 1995
- Tomohyphantes opacus Millidge, 1995